# 5th Dimension
5th Dimension (Fifusu Dimenshon) é o segundo álbum de estúdio do grupo Idol Japonês Momoiro Clover Z. Ele foi lançado no Japão em 10 de abril de 2013.

## Detalhes de lançamento
Em 13 de março de 2013, a faixa de estreia do álbum "Neo STARGATE" foi lançada no iTunes e no Recochoku para download digital. No mesmo dia, o clipe para a canção foi carregado no canal oficial da Starchild Records no YouTube.
O álbum foi lançado em três versões: Edição Regular e Edições Limitadas A e B.
As integrantes do grupo disseram que "5TH DIMENSION" é um álbum conceitual e que as faixas devem ser ouvidas na ordem.
O álbum vendeu 102,855 cópias no seu primeiro dia de vendas e estreou no topo da tabela diária da Oricon, com seu álbum de estreia "Battle and Romance" em segundo lugar.

## Faixas
| CD  | |         |  |
| N.º | Título                                                                                               | Duração |  |
| 1.  | "Neo STARGATE"                                                                                       |         |  |
| 2.  | "Kasou Dystopia" (仮想ディストピア)                                                                  |         |  |
| 3.  | "Mouretsu Uchuu Koukyoukyoku Dainana Gakushou "Mugen no Ai"" (猛烈宇宙 交響曲・第七楽章「無限の愛」) |         |  |
| 4.  | "5 The POWER"                                                                                        |         |  |
| 5.  | "Rōdō Sanka" (労働讃歌)                                                                              |         |  |
| 6.  | "Get Down!" (ゲッダーン!)                                                                            |         |  |
| 7.  | "Otome Sensō" (Z女戦争)                                                                              |         |  |
| 8.  | "Tsuki to Gingami Hikōsen" (銀紙飛行船)                                                              |         |  |
| 9.  | "BIRTH Ø BIRTH"                                                                                      |         |  |
| 10. | "Jōkyu Monogatari -Carpe diem-" (上球物語 -Carpe diem-)                                              |         |  |
| 11. | "Soratobu! Ozashiki Ressha" (宙飛 ぶ!お座敷列車)                                                     |         |  |
| 12. | "Saraba, Itoshiki Kanashimitachi yo" (サラバ、愛しき悲し みたちよ)                                   |         |  |
| 13. | "Hai to Diamond" (灰とダイヤモンド)                                                                  |         |  |

| CD - Edição Limitada A: CD ao vivo contendo a primeira parte do concerto "Momoiro Yobanashi Dai-ichi Ya "Hakushū"", realizado no Zepp TOKYO em 17 de novembro de 2012 |                                                                     |                                                |         |  |
| N.º | Título                                                              | Artista(s)                                     | Duração |  |
| 1. | "Cosmos" (秋桜; Kosumosu)                                           | Ayaka Sasaki                                   |         |  |
| 2. | "Hatsukoi" (初恋)                                                   | Kanako Momota                                  |         |  |
| 3. | "Namidame no Alice" (涙目のアリス; Namidame no Arisu)               | Shiori Tamai                                   |         |  |
| 4. | "Arigatō no Present" (ありがとうのプレゼント; Arigatō no Purezento) | Momoka Ariyasu                                 |         |  |
| 5. | "Tsugaru Hantō Tappizaki" (津軽半島竜飛崎)                          | Reni Takagi                                    |         |  |
| 6. | "Erimomisaki" (襟裳岬)                                              | Reni Takagi                                    |         |  |
| 7. | "Datte Ārinnandamōn" (だって あーりんなんだもーん☆)                 | Ayaka Sasaki                                   |         |  |
| 8. | "Taiyō to Ekubo" (太陽とえくぼ)                                     | Kanako Momota                                  |         |  |
| 9. | "Shōjo Ningyō" (少女人形)                                           | Shiori Tamai                                   |         |  |
| 10. | "Nagori Yuki" (なごり雪)                                            | Momoka Ariyasu com Minami Kōsetsu (南こうせつ) |         |  |
| 11. | "Kandagawa"                                                         | Momoiro Clover Z com Minami Kōsetsu            |         |  |
| 12. | "Ano Subarashī Ai o mō Ichi Do" (あの素晴しい愛をもう一度)          | Momoiro Clover Z com Minami Kōsetsu            |         |  |

| DVD - Edição Limitada B |                               |         |  |
| N.º                     | Título                        | Duração |  |
| 1.                      | "Neo STARGATE (MUSIC VIDEO)"  |         |  |
| 2.                      | "BIRTH Ø BIRTH (MUSIC VIDEO)" |         |  |

## Desempenho nas paradas musicais
| Tabela (2013)               | Melhor posição |
| Oricon Daily Albums Chart   | 1              |
| Oricon Weekly Albums Chart  | 1              |
| Oricon Monthly Albums Chart | 1              |